# Río Maipo
Der Río Maipo ist ein Fluss in Zentral-Chile, der südlich an Santiago vorbeifließt. Er entspringt in den Anden und mündet in den Pazifik. Der Cajón del Maipo ist eine beliebte Tourismusregion. Trinkwasserversorgung und Bewässerung der Hauptstadtregion erfolgen größtenteils aus dem Maipo und seinen andinen Zuflüssen.

## Beschreibung

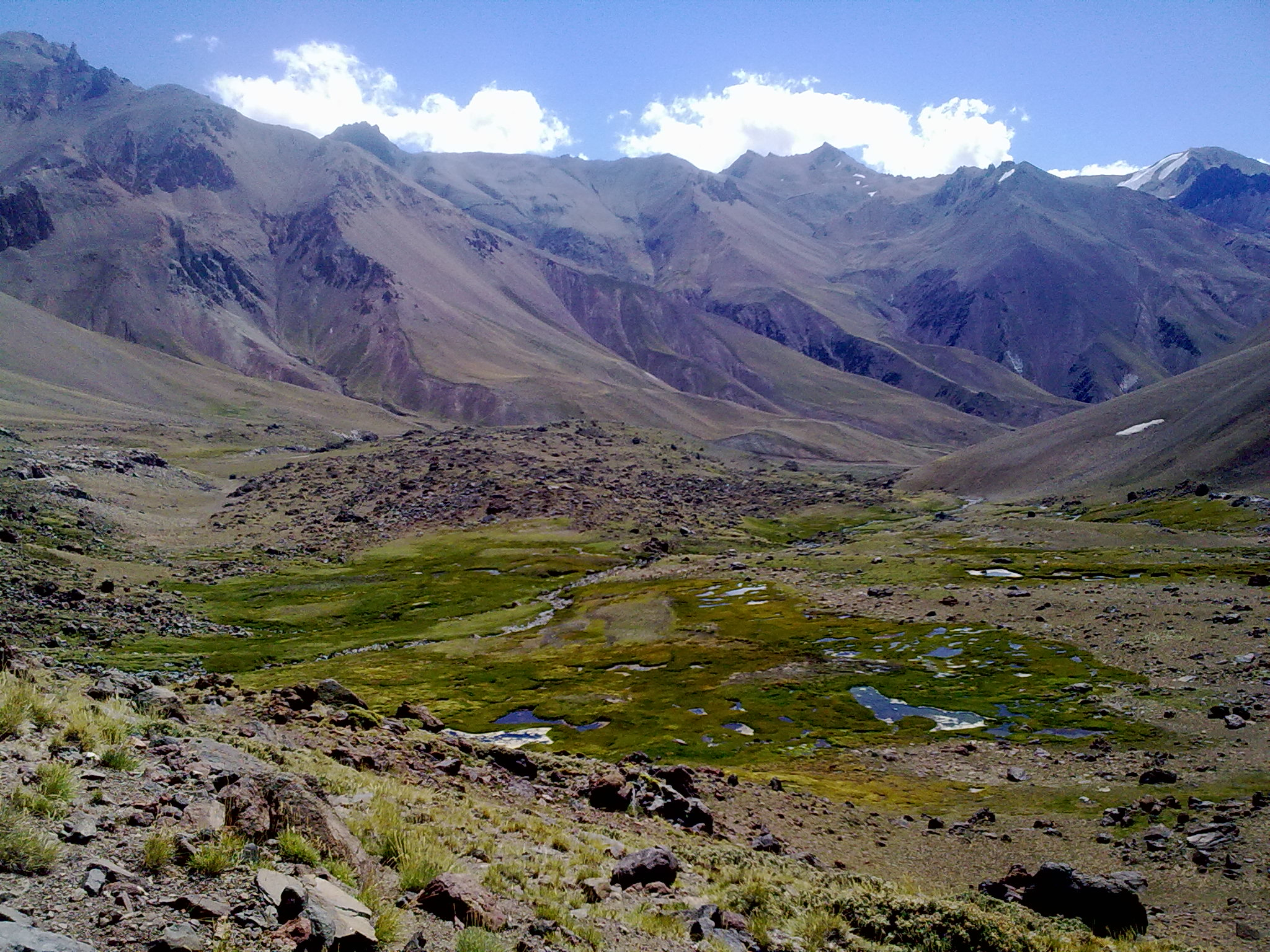
Das Quellgebiet Los Nacimientos, 3135 m.ü.M,. Drei Bäche, die sich ihrerseits aus zahlreichen Rinnsalen bilden, vereinigen sich hier zum Río Maipo.
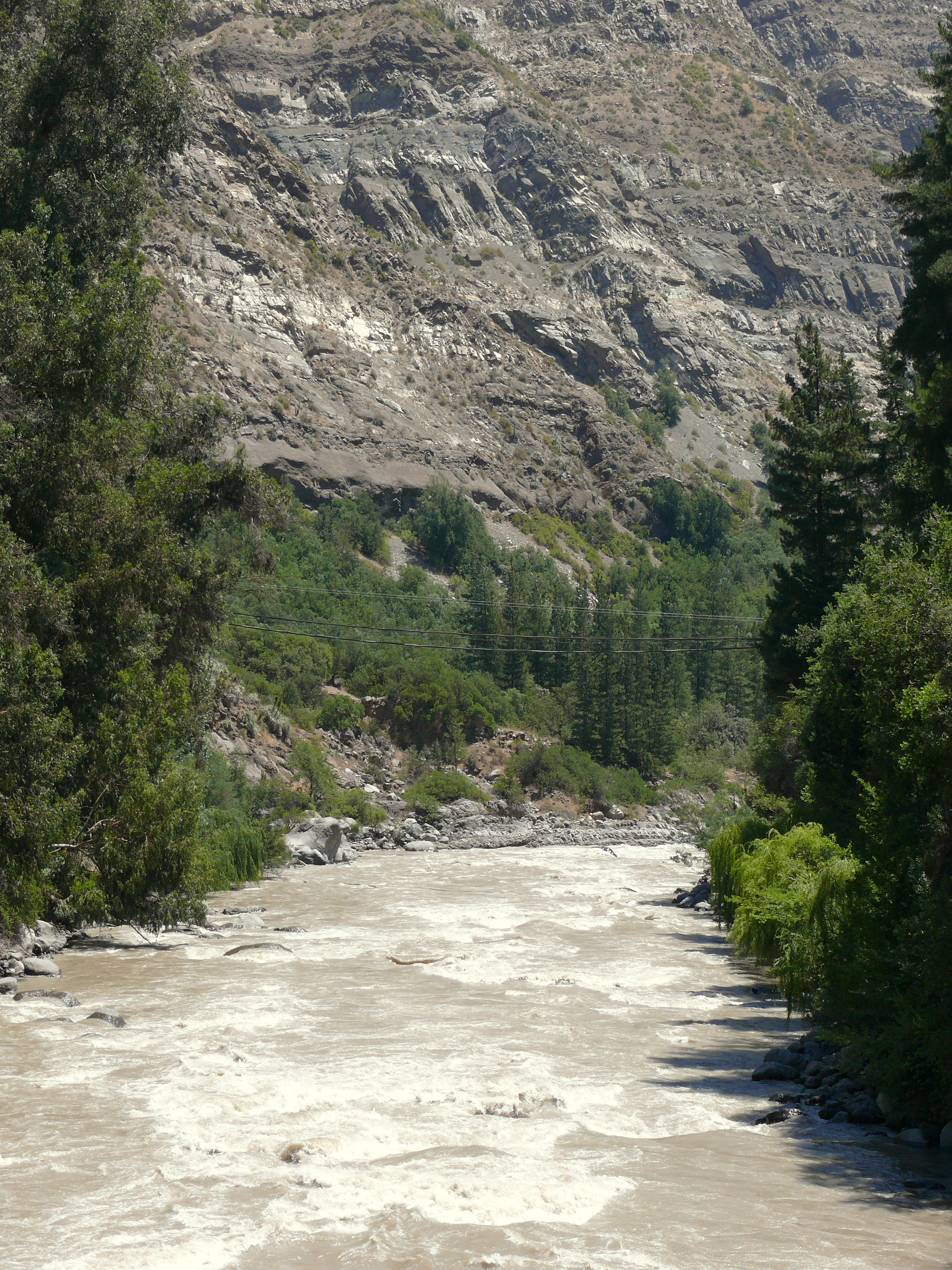
Der Río Maipo fließt über 110 km in tiefen Schluchten durch die Anden und entwickelt sich zu einem reißenden Fluss, der für Wasserkraftwerke oder Rafting genutzt wird. Der Cajón del Maipo (Span. für Maipo-Schlucht) ist eine wichtige Ferienregion für in- und ausländische Touristen.
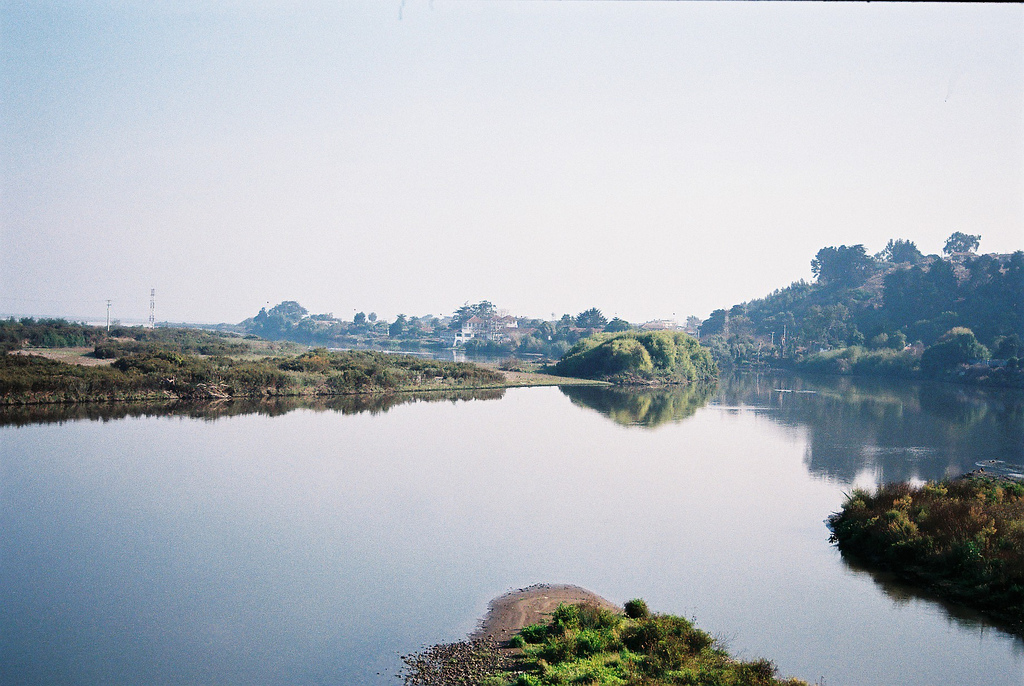
Durch die Maipo-Ebene und die Küstenkordillere bis zur Pazifikküste mäandert der Río Maipo an zahlreichen Städten vorbei. Im Flussbett wird der aus dem Gebirge angeschwemmte Sand und Kies abgebaut. Die landwirtschaftliche Bewässerung der durchflossenen Region erfolgt zu einem überwiegenden Teil aus seinem Flusswasser.
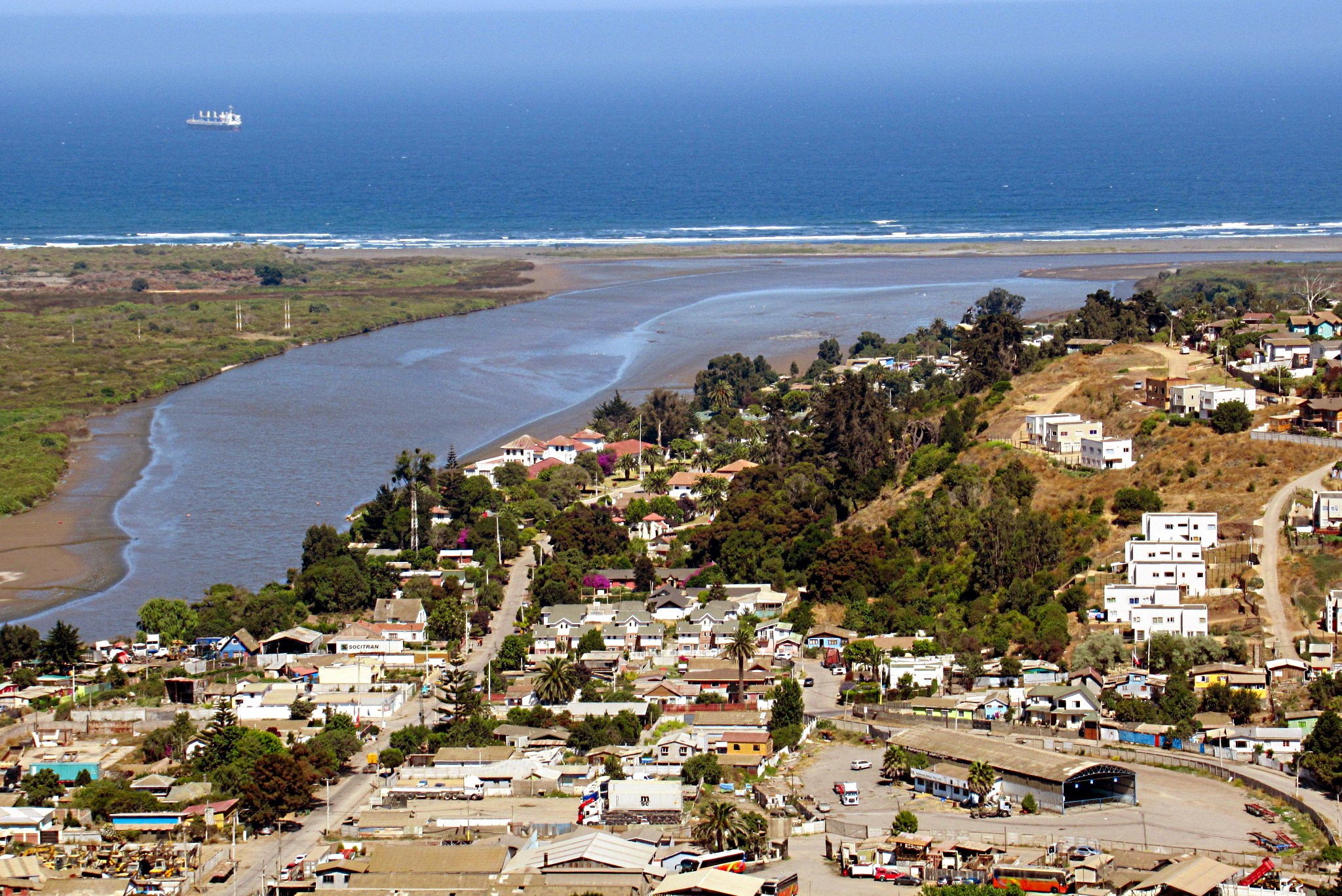
Der Río Maipo führt oft so viel Wasser, dass er trotz erheblicher Entnahmen für intensive Bewässerung und Trinkwassergewinnung noch die Mündung in Llolleo erreicht.

Der Río Maipo ist mit rund 250 km einer der längsten und wichtigsten Flüsse in Chile. Das Quellgebiet liegt an der Grenze zu Argentinien, ganz im Südosten der Hauptstadtregion in der Kommune San José de Maipo. Dort in den Anden im Sektor Los Nacimientos zu Füßen des Vulkans Maipo sammeln sich in 3135 m Höhe die Wasserabflüsse vom West- und Südhang des Vulkankegels sowie von den südlich gegenüberliegenden Bergen der Caldera-Begrenzung und bilden durch ihren Zusammenfluss den Río Maipo. Von Los Nacimientos fließt der Río Maipo zunächst mit einem mittleren Gefälle von 2,9 % nach Nordwesten bis zur 62 km entfernten Mündung des Río Volcán bei der Ortschaft San Gabriel. Nach weiteren 2 km mündet der Río Yeso und nach weiteren 25 km der Río Colorado in den Maipo. Dort ändert der Fluss seine Richtung nach Westen.
| Valparaíso |

| San Antonio |

| Santiago |

| La Obra |

| San José de Maipo |

| San Gabriel |

| Puente Alto |

| San Bernardo |

| Buin |

| Talagante |

| Melipilla |

| Rancagua |

| Vulkan Maipo |

| Maipo-Pass |

Der durch seine zahlreichen Zuflüsse stetig anwachsende Fluss überwindet ein erhebliches Gefälle, das durch Wasserkraftwerke zur Stromerzeugung genutzt wird oder auch zum Rafting. Die Maipo-Schlucht, genannt Cajón del Maipo, und einige ihrer Seitentäler waren schon in prähistorischen Zeiten besiedelt, wie zahlreiche archäologische Funde belegen. Heute ist es die Kommune San José de Maipo, deren weit verstreute Ortsteile sich dort an seinem Ufer aneinanderreihen. Seit dem 19. Jahrhundert ist der Cajón del Maipo eine beliebte Touristenattraktion und Urlaubsgebiet.
Nach insgesamt 110 km verlässt der Río Maipo die Andenkordillere und tritt bei Puente Alto in die Maipo-Ebene ein, die dort noch fast 800 m über dem Meeresspiegel liegt. In der Nähe von Talagante mündet der aus Santiago kommende Río Mapocho ein. Nach Durchquerung der Küstenkordillere erreicht der Río Maipo die Ortschaft Llolleo bei der Hafenstadt San Antonio, wo er in den Pazifischen Ozean mündet.
- Das Quellgebiet Los Nacimientos, 3135 m.ü.M, 34° 14′ S, 69° 51′ W.[4][5] Drei Bäche, die sich ihrerseits aus zahlreichen Rinnsalen bilden, vereinigen sich hier zum Río Maipo.[1]
- Der Río Maipo fließt über 110 km in tiefen Schluchten durch die Anden und entwickelt sich zu einem reißenden Fluss, der für Wasserkraftwerke oder Rafting genutzt wird. Der Cajón del Maipo (Span. für Maipo-Schlucht) ist eine wichtige Ferienregion für in- und ausländische Touristen.
- Durch die Maipo-Ebene und die Küstenkordillere bis zur Pazifikküste mäandert der Río Maipo an zahlreichen Städten vorbei. Im Flussbett wird der aus dem Gebirge angeschwemmte Sand und Kies abgebaut. Die landwirtschaftliche Bewässerung der durchflossenen Region erfolgt zu einem überwiegenden Teil aus seinem Flusswasser.
- Der Río Maipo führt oft so viel Wasser, dass er trotz erheblicher Entnahmen für intensive Bewässerung und Trinkwassergewinnung noch die Mündung in Llolleo erreicht.